# Geranomyia hakoneana
Geranomyia hakoneana là một loài ruồi trong họ Limoniidae. Chúng phân bố ở miền Cổ bắc.